# Eubaphe mendica
Eubaphe mendica är en fjärilsart som beskrevs av Walker 1854. Eubaphe mendica ingår i släktet Eubaphe och familjen mätare. Inga underarter finns listade i Catalogue of Life.

## Bildgalleri

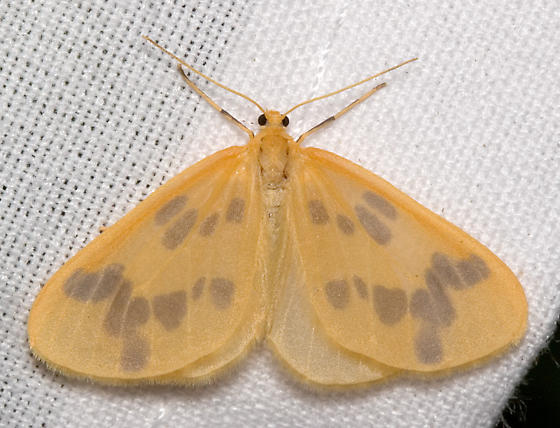